# Puy de Dôme
Der Puy de Dôme [pɥi də dom] ist ein 1465 m hoher Vulkan im gleichnamigen Département Puy-de-Dôme und gehört zum Zentralmassiv in der Auvergne im Zentrum Frankreichs. Er ist der höchste Berg der Chaîne des Puys, der Kette der Puys. Südwestlich der Chaîne des Puys liegt die Gruppe der ebenfalls ruhenden Vulkane der Monts Dore.
Er befindet sich etwa fünfzehn Kilometer von Clermont-Ferrand entfernt, das er um rund 1000 Meter überragt. Seit 1956 befindet sich auf dem Puy de Dôme eine Sendeanlage für UKW und Fernsehen.

## Geologie
Der Puy de Dôme besteht aus zwei Lavadomen aus Trachyt, die sich vor 11.000 bis 10.000 Jahren nacheinander über alte Schlackenkegel herausgeschoben haben. An den Flanken finden sich Brekzien und Ablagerungen von Glutwolken (Ignimbrit) vom Kollaps des ersten Doms. Weite Teile sind auch von Tephra des benachbarten Kilian-Kraters überdeckt, der vor 8550 Jahren kollabiert war.
Da der Vulkan zu den monogenetischen Vulkanen zählt, die also in der Regel nur einen Ausbruch oder eine Ausbruchsphase hatten, ist ein erneuter Ausbruch unwahrscheinlich. Für das Vulkanfeld der Chaîne des Puys als Ganzes kann man dies aber nicht annehmen, da es hier immer wieder Ruhephasen von mehreren 10.000 Jahren gegeben hatte.

## Geschichte

Überreste des römischen Merkurtempels auf dem Puy de Dôme

Südseite des Vulkans mit Gipfelwolke

Der Gipfel hat schon in der Antike zur Errichtung von Tempeln und Gotteshäusern inspiriert. Einem keltischen Heiligtum des Dumiatis, daher vermutlich der Name podium Dumiatis, folgte in römischer Zeit ein Merkurtempel; im Mittelalter befand sich auf dem Gipfel eine Wallfahrtskapelle. Spuren der Heiligtümer wurden durch Ausgrabungen freigelegt.
Am 19. September 1648 machte der Physiker Blaise Pascal zusammen mit seinem Schwager Florin Périer das berühmt gewordene Experiment „vide dans le vide“ auf dem Puy de Dôme, das die aristotelische Hypothese des Horror vacui widerlegte, wonach unsichtbare Dämpfe das Vakuum ausfüllen. Pascal wies nach, dass der Luftdruck auf dem Gewicht der Luft über dem Standort beruht, indem er mit einem Quecksilberbarometer den Druckunterschied zwischen Clermont-Ferrand und dem Gipfel des Puy de Dôme maß und so annähernd das spezifische Gewicht berechnen konnte.
Erst in der Mitte des 18. Jahrhunderts, als man begann, sich mit der Natur wissenschaftlich auseinanderzusetzen, entdeckte man den vulkanischen Ursprung dieser Berge.
Als 1790, während der Französischen Revolution, die Départements geschaffen wurden, gab der Vulkan diesem Teil der Auvergne seinen Namen. Ursprünglich wollten die Menschen ihr Département Monts Dore nennen, also nach dem Ort, an dem sich mit dem 1885 Meter hohen Puy de Sancy der höchste Punkt des Départements befindet. Einige Bürger unter der Führung von Gaultier de Biauzat, einem Abgeordneten aus Clermont-Ferrand, waren aber der Meinung, dass dieser Name, der auch als „goldene Berge“ verstanden werden kann, die Hauptstadt Paris dazu bringen könnte, zu hohe Steuern zu verlangen. Die Auvergnaten entschieden sich daher für den Départementnamen Puy-de-Dôme.

## Tourismus

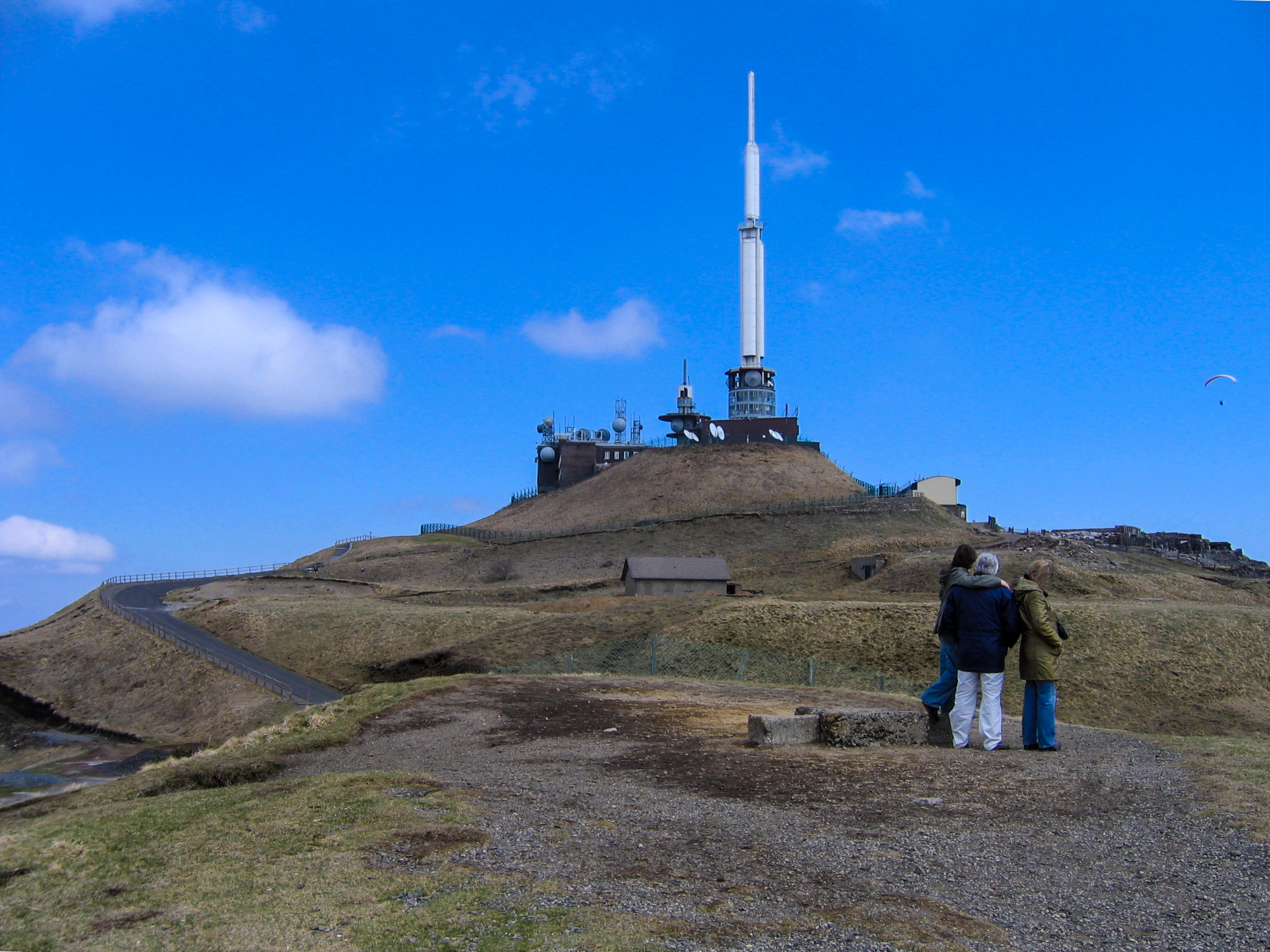
Gipfel des Puy de Dôme mit Funkstation und Observatorium

Auf den Puy de Dôme führen Wanderwege und eine Straße. Auf dieser verkehrte bis 2009 in der Hauptreisezeit ein kostenpflichtiger Pendelbus, ansonsten war sie freigegeben. Die Straße ist aktuell für jegliche private Nutzung gesperrt (Stand 2021). Begründet wird dies mit ihrer Schmalheit; sie fungiert im Falle eines Unglückes auch als Fluchtroute. Bis 1925 konnte man von Clermont-Ferrand auch mit einer Schmalspurbahn mit Fellschem Antrieb auf den Berg gelangen. Seit Juni 2012 ist auf der Trasse der Straße eine Zahnradbahn in Betrieb, die in 12 Minuten von der Talstation auf den Berg fährt. In der Hauptreisezeit verkehrt sie im Halbstundentakt. Die Bergstation befindet sich in einer Höhe von 1406 Metern.
Vom Observatorium mit kleinem Museum auf dem Gipfel hat man manchmal einen faszinierenden Blick über ein Wolkenmeer, was mit der hier häufig auftretenden Inversionswetterlage zusammenhängt. Bei klarer Sicht kann man auf eine Entfernung von ungefähr 30 Kilometer rund 100 inaktive Vulkane überblicken. Um das Gipfelplateau führt ein großzügig angelegter Wanderweg mit Hinweistafeln. Ausgangspunkt ist die Bergstation der Zahnradbahn.
Das Gebiet gehört zum Regionalen Naturpark Volcans d’Auvergne.

## Zahnradbahn

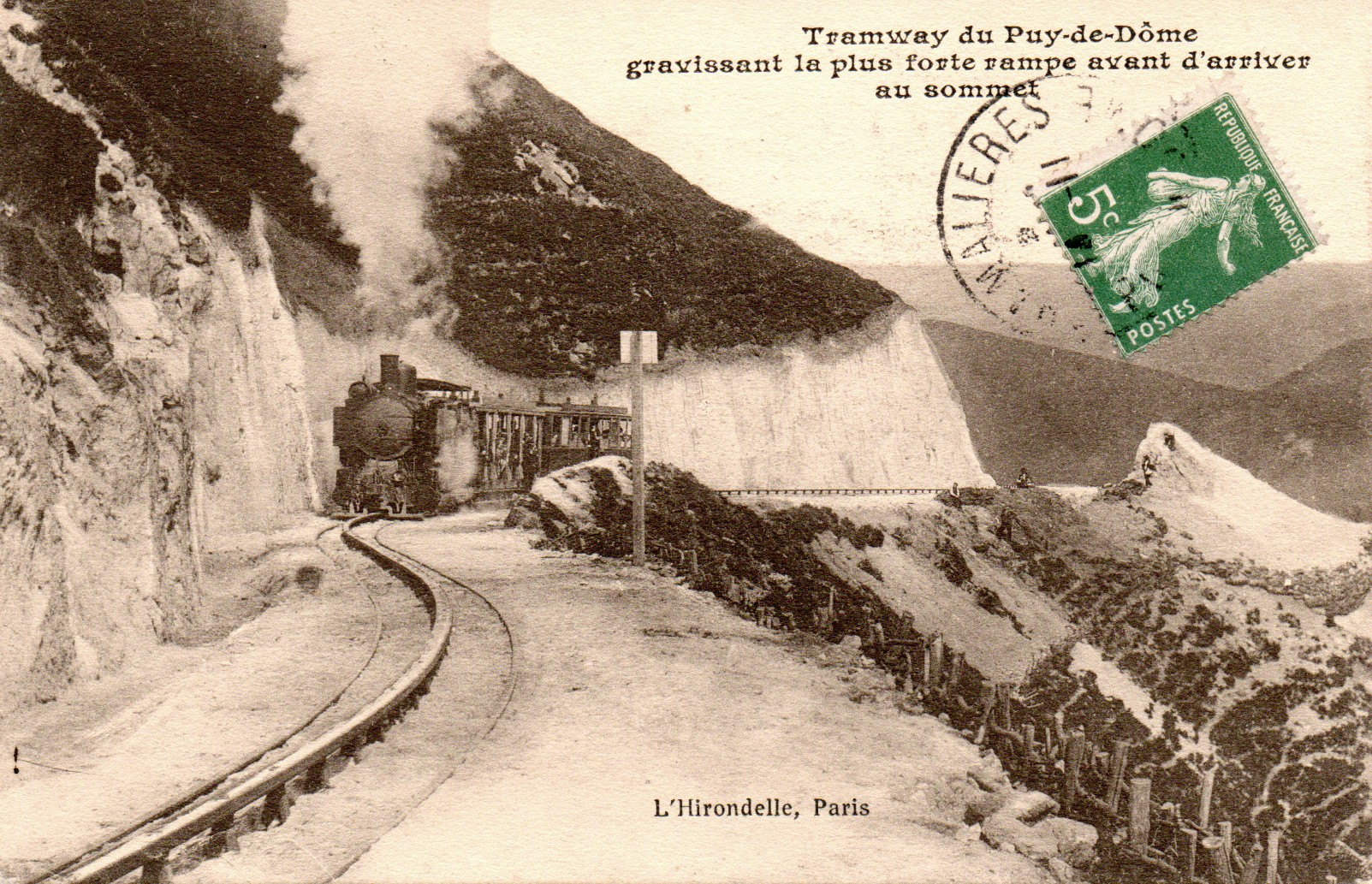
Eisenbahn auf den Puy-de-Dome nach dem System Fell/Hanscotte

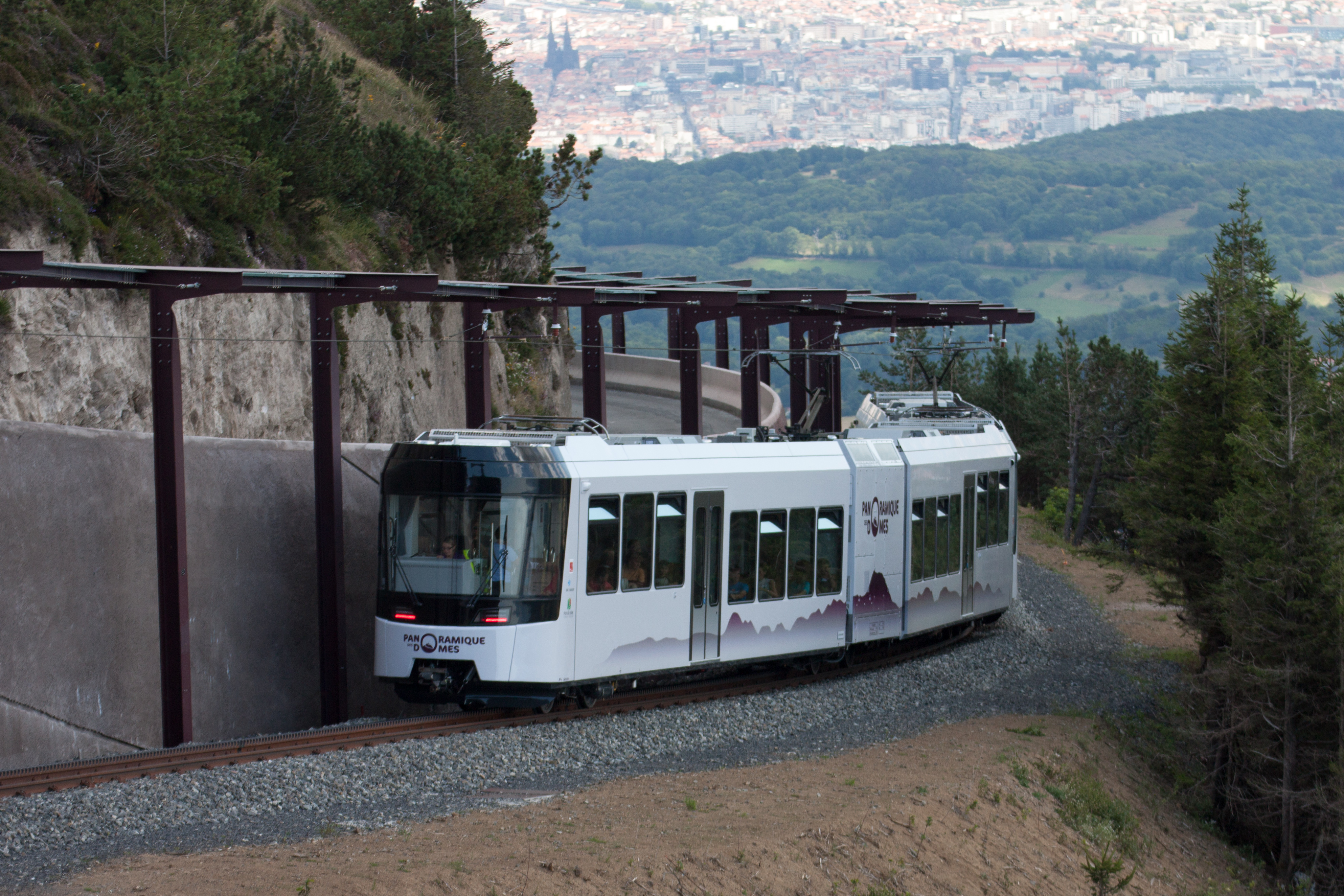
Zug der Zahnradbahn Panoramique des Dômes nahe der Bergstation, im Hintergrund Clermont-Ferrand

Von 1907 bis Herbst 1925 verkehrte eine 14,7 Kilometer lange Bahn mit zentraler Schiene nach dem System Fell/Hanscotte von der Place Lamartine in Clermont-Ferrand auf 390 Metern zur 1414 Meter hoch gelegenen Bergstation auf dem Puy de Dôme. Auf der Trasse wurde in der Folge eine Straße gebaut.
Am 26. Mai 2012 wurde eine neue Zahnradbahn unter dem Namen Panoramique des Dômes eröffnet. Der Bau der Zahnradbahn auf den Puy de Dôme begann im Jahr 2010. Als erster Schritt wurden die Wartungshallen (Centre de Maintenance), eine Talstation (Maison de Site) und eine Bergstation (Gare de Sommet) errichtet. 2011 erfolgte der Bau der eigentlichen Zahnradbahnstrecke. Anschließend begann der Testbetrieb, der sämtliche Klimabedingungen durchlaufen musste, bevor die technische Zulassung erteilt wurde. Die Zahnradbahn ist eine von derzeit fünf (Stand 2018) bestehenden Zahnradbahnen in Frankreich, neben der Métro Lyon, der Tramway du Mont-Blanc, der Chemin de fer du Montenvers und dem Chemin de Fer de la Rhune.
Die 5,3 Kilometer lange Strecke verläuft zum größten Teil auf der bergseitigen Spur der existierenden Straße, wobei die talseitige Spur als Notfalls- und Rettungsspur erhalten bleibt. Ungefähr 300 Meter vor dem Gipfel kreuzt die Straße die Zahnradbahntrasse, so dass die Zahnradbahn am Gipfel unterhalb des Straßenniveaus in den Gare de Sommet einfährt.
Die Zahnstangeneinfahrt befindet sich depotseitig der Talstation, so dass im Regelbetrieb die Triebfahrzeuge den Zahnradabschnitt nicht verlassen.
Die Spurweite der Strecke beträgt 1000 Millimeter. Es werden Y-Schwellen eingesetzt, die Zahnstange ist vom Typ Strub TN 70. Diese relativ neu entwickelte Zahnstange wird genauso wie die Schienen lückenlos verschweißt. Der kleinste Radius beträgt 70 Meter, die größte Neigung 155 Promille. Die Planung und Ausführung der Oberbauarbeiten wurde von den Schweizer Firmen Sersa und Laurent Membrez ausgeführt. Die Bahn ist elektrifiziert mit 1500 Volt Gleichspannung.
Die vier Triebzüge wurden von Stadler in Bussnang in der Schweiz geliefert. Die Fahrzeuge sind sowohl im Zahnstangenbereich sowie im Depotbereich im Adhäsionsbereich selbstfahrend.

## Radsport
Der Puy de Dôme zählte wie der Mont Ventoux und Alpe d’Huez zu den bekanntesten Bergankünften der Tour de France. Insgesamt gingen zwischen den Jahren 1952 und 1988 dreizehn Etappen auf dem Vulkan zu Ende. Aufgrund von logistischen Schwierigkeiten mied das größte Radrennen der Welt den Berg jedoch in den Folgejahren. Erst 2023 gab es wieder eine Zielankunft. Auch für Hobby-Radsportler gehört die Befahrung des Puy de Dôme der Vergangenheit an. Bis ins Jahr 2010 durfte der Anstieg noch in den Monaten Mai bis September mittwochs und sonntags zwischen 7:00 Uhr und 8:30 Uhr befahren werden, ehe die Straße mit dem Bau der Zahnradbahn im Jahr 2012 endgültig gesperrt wurde.
Der Anstieg auf den Puy de Dôme kann im unteren Teil über eine Vielzahl von Straßen erfolgen. Die bekanntesten Auffahrten erfolgen von Clermont-Ferrand und führen über die D941 oder die D68. Die häufiger genutzte Auffahrt über die D941 führt über eine breite Straße zunächst nach Bellevue und weist auf den ersten fünf Kilometern eine durchschnittliche Steigung von über 7 % auf. Anschließend flacht die Straße ab und führt für rund drei Kilometer nach La Font de l'Arbre. Bei einem Kreisverkehr biegt man nun auf die D68 ab und gelangt nach rund einem Kilometer zu einem großen Parkplatz am Fuße des Berges. Nun beginnt der eigentliche Anstieg auf den Puy de Dôme, der für Autofahrer und Radfahrer gesperrt ist. Die Straße verläuft nun entlang der Zahnradbahn und führt einmal um den Kegelberg herum. Dabei liegt die Steigung auf der 4,3 Kilometer langen Strecke stets über 11 % und es werden Kilometerschnitte von über 12 % erreicht.

### Tour de France
Der Puy de Dôme stand wie der Anstieg nach Alpe d’Huez im Jahr 1952 erstmals im Programm der Tour de France. Auf ihm fand damals die letzte Bergankunft im Rahmen der 21. Etappe statt, ehe die Rundfahrt zwei Tage später in Paris zu Ende ging. Fausto Coppi, der das Gelbe Trikot trug, triumphierte als erster Fahrer auf dem Vulkan und sicherte sich anschließend seinen zweiten Gesamtsieg. Im Gegensatz zu Alpe d’Huez kehrte der Puy de Dôme bereits 1959 ins Programm der Tour de France zurück. Diesmal jedoch im Rahmen eines 12,5 Kilometer langen Einzelzeitfahrens, das in Clermont-Ferrand gestartet wurde. Der Spanier Federico Bahamontes gewann die Etappe mit einem Vorsprung von fast eineinhalb Minuten auf den Luxemburger Charly Gaul und schob sich in der Gesamtwertung auf den zweiten Rang, ehe er das Gelbe Trikot in den Alpen übernahm und bis Paris nicht mehr abgab.
Die bekannteste Begebenheit auf dem Puy de Dôme ereignete sich im Jahr 1964, als es zum Duell der beiden Franzosen Jacques Anquetil und Raymond Poulidor kam. Nach den Alpen und Pyrenäen fand im Rahmen der 20. Etappe die letzte Bergankunft auf dem Puy de Dôme statt. Der vierfache Tour-de-France-Sieger Jacques Anquetil trug das Gelbe Trikot und hatte einen Vorsprung von 56 Sekunden auf Raymond Poulidor, der als Liebling der Zuschauer galt. Die beiden absolvierten den Großteil des Schlussanstieges gemeinsam, sodass sich mit Federico Bahamontes und Julio Jiménez zwei Fahrer absetzten konnten. Während sich Julio Jiménez den Etappensieg sicherte, setzte sich Raymond Poulidor rund 900 Meter vor dem Ziel von Jacques Anquetil ab. Im Ziel fehlten ihm jedoch 14 Sekunden, um die Gesamtführung zu übernehmen. Jacques Anquetil, der viel Zeit eingebüßt hatte, meinte in Bezug auf seinen Vorsprung: „Ich habe 13 Sekunden mehr, als ich brauche.“ Auf den anschließenden Etappen verteidigte er das Gelbe Trikot erfolgreich und gewann seine fünfte Tour de France.
Auch in den Jahren 1967, 1969 und 1973 bildete der Puy de Dôme die letzte Bergankunft. Mit Felice Gimondi und Pierre Matignon trugen sich weitere Fahrer in die Siegerliste ein, ehe der Spanier Luis Ocaña Pernía mit Triumphen in den Jahren 1971 und 1973 als erster Fahrer zwei Mal die Bergankunft auf dem Vulkan gewann. Die zweite bekannte Begebenheit auf dem Puy de Dôme ereignete sich im Jahr 1975, als Eddy Merckx von einem Zuseher einen Schlag auf die Niere bekam. Der fünffache Tour-de-France-Sieger verlor rund 30 Sekunden im Kampf um das Gelbe Trikot und musste sich im Ziel übergeben. Am anschließenden Ruhetag stellten Ärzte bei dem Belgier eine leichte Entzündung der Nieren fest. Tags drauf verlor Eddy Merckx das Gelbe Trikot auf der 15. Etappe und büßte im Schlussanstieg nach Pra-Loup zwei Minuten auf den Franzosen Bernard Thévenet ein.
In den Jahren 1976 und 1978 triumphierte der Niederländer Joop Zoetemelk. Während der Anstieg im Jahr 1976 erstmals über Royat führte, fand die Befahrung im Jahr 1978 im Rahmen eines Einzelzeitfahrens statt, das in Besse-en-Chandesse gestartet wurde und über 52,5 Kilometer führte. Auch im Jahr 1983 wurde der Puy de Dôme in einem Einzelzeitfahren erklommen. Die Etappe startete erneut in Clermont-Ferrand, führte jedoch über Royat zur Bergwertung der sogenannten Côte du Parc Naturel (2. Kategorie), ehe es auf den Puy de Dôme ging, wo erstmalig eine Bergwertung der höchsten Kategorie (Hors Catégorie) abgenommen wurde. Sieger des Bergzeitfahrens war der Spanier Ángel Arroyo. Die beiden letzten Befahrungen fanden in den Jahren 1986 und 1988 statt, wobei sich beide Male mit Erich Mächler und Johnny Weltz Fahrer aus der Ausreißergruppe durchsetzen. Obwohl der Puy de Dôme die letzte Bergankunft darstellte, brachte er in diesen Jahren keine großen Veränderungen in der Gesamtwertung. Zudem führte die Auffahrt bei beiden Austragungen nur über die letzten viereinhalb Kilometer, da die Zufahrt aus Richtung Westen über den Col de la Moreno erfolgte.
Aufgrund der zunehmenden logistischen Herausforderungen, die mit dem Wachstum der Tour de France als Sportveranstaltung einhergingen, fanden nach 1988 keine Ankünfte mehr auf dem Puy de Dôme statt. Im Jahr 2012 wurde die ohnehin schmale Bergstraße durch den Bau der Zahnradbahn weiter verengt.

Im Vorfeld der Tour de France 2022 besichtigte der Tour-de-France-Direktor Christian Prudhomme gemeinsam mit Laurent Wauquiez (Präsidenten der Region Auvergne-Rhône-Alpes) und Lionel Chauvin (Präsident des Département Puy-de-Dôme) den Anstieg und erklärte seine Ambitionen, die Tour de France zurück auf den Puy de Dôme zu führen. Im Herbst desselben Jahres wurde der Puy de Dôme als Bestandteil der Tour de France 2023 präsentiert. Er war Zielort im Rahmen der Bergankunft der 9. Etappe, wobei auf den letzten vier Kilometern keine Zuschauer zugelassen wurden. Der erste Etappensieger seit 35 Jahren wurde der Kanadier Michael Woods.
| Jahr  | Etappe     | Bergwertung    | Erster am Gipfel    | Auffahrt        |
| ----- | ---------- | -------------- | ------------------- | --------------- |
| 1952  | 21. Etappe | 1. Kategorie   | Fausto Coppi        | über La Baraque |
| 1959* | 15. Etappe | 1. Kategorie   | Federico Bahamontes | über La Baraque |
| 1964  | 20. Etappe | 1. Kategorie   | Julio Jiménez       | über La Baraque |
| 1967  | 20. Etappe | 1. Kategorie   | Felice Gimondi      | über La Baraque |
| 1969  | 20. Etappe | 1. Kategorie   | Pierre Matignon     | über La Baraque |
| 1971  | 08. Etappe | 1. Kategorie   | Luis Ocaña Pernía   | über La Baraque |
| 1973  | 18. Etappe | 1. Kategorie   | Luis Ocaña Pernía   | über La Baraque |
| 1975  | 14. Etappe | 1. Kategorie   | Lucien Van Impe     | über La Baraque |
| 1976  | 20. Etappe | 1. Kategorie   | Joop Zoetemelk      | über Royat      |
| 1978* | 14. Etappe | 1. Kategorie   | Joop Zoetemelk      | von Laschamps   |
| 1983* | 15. Etappe | hors catégorie | Ángel Arroyo        | über Royat      |
| 1986  | 21. Etappe | hors catégorie | Erich Mächler       | von Laschamps   |
| 1988  | 19. Etappe | 1. Kategorie   | Johnny Weltz        | von Laschamps   |
| 2023  | 09. Etappe | hors catégorie | Michael Woods       | über La Baraque |

* Befahrung im Rahmen eines Einzelzeitfahrens